# 社富乡
社富乡，是中华人民共和国江西省赣州市兴国县下辖的一个乡镇级行政单位。
位于兴国南部，兴国县、于都县、赣县区三县交界处，东邻于都仙下乡和岭背镇，南界于都县贡江镇，西连赣县区三溪乡和兴国县龙口镇，北接兴国县埠头乡和杰村乡。边界交易活跃，拥有三个集贸市场。乡政府驻社富圩,乡政府驻地距县城32公里，乡域总面积达160.55平方公里。15个行政村，330个村民小组，社富劳务输出大乡，广东惠州“社富一条街”是社富人在外发展创业的一个缩影。东莞虎门镇博美村也是有很多社富人的缩影，随处可听到的社富乡音。边界交易活跃，拥有社富、五龙、九山等三个集贸市场。社富乡圩镇市场繁荣，圩镇总面积达2平方公里。初级中学一所，在校学生3000余人，是兴国县最大的初中部学校。有小学22所，在校学生7000余人，中心卫生院一所，村医疗站点58个，三条公路直达兴国县城。

## 行政区划
社富乡下辖以下地区：
社富村、留龙村、九山村、寮下村、金龙村、五龙村、黄岗村、桂江村、稠村、双龙村、溪源村、东韶村、横溪村、纸帮村和路溪村。